# Vladislav Ózerov

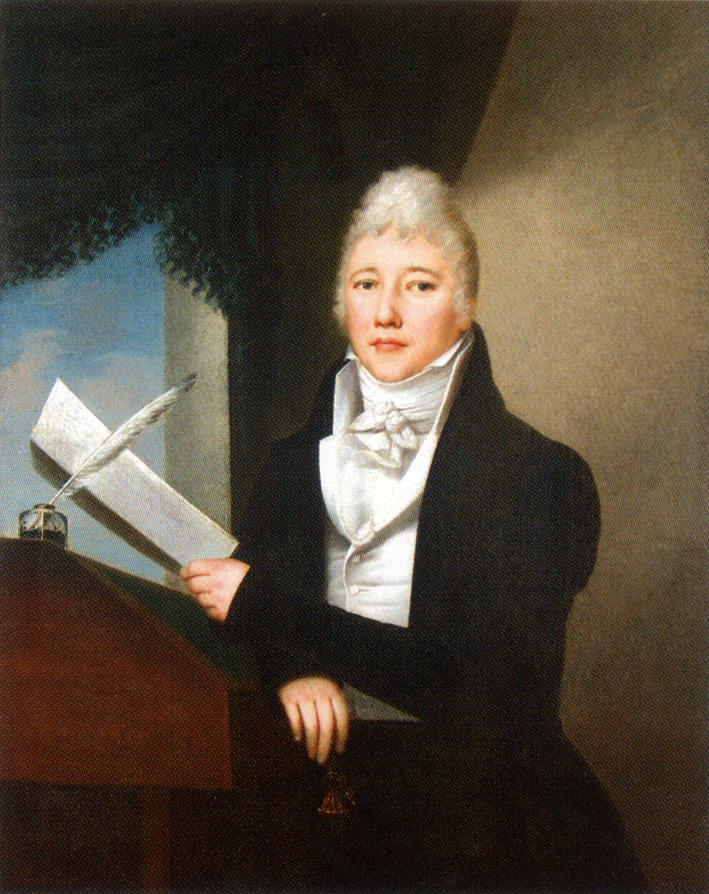
Vladislav Alexándrovich Ozerov (1807/1809).

Vladislav Aleksándrovich Ózerov (del ruso: Владисла́в Алекса́ндрович О́зеров) (1769 o 1770 - 1816) fue un dramaturgo y poeta ruso.
Nacido en Tver, siguió la carrera militar, ingresando en el Cuerpo de Cadetes de San Petersburgo; en 1788, ascendió al grado de teniente, posteriormente al de ayudante de campo y se retiró como mayor general. Desde 1797, y hasta 1808, fue administrador de bosques, viviendo en el campo.
Ózerov ha sido considerado el creador de la tragedia rusa, pues aunque basándose en los modelos franceses, aprendidos como discípulo que fue de Yakov Knyazhnin, supo usar de un lenguaje más adecuado y natural para sus personajes, lo cual le acarreó fuertes ataques de los defensores de las reglas clasicistas.
Sus tragedias son cinco: La muerte de Oleg, de 1798, inspirada en un tema histórico ruso, y que no tuvo éxito; Edipo en Atenas, que imita del francés Jean-François Ducis, de 1804; Fingal, basada en los cantos de Ossian, puesta en escena poco después, a cuyo éxito contribuyó la poderosa interpretación de la actriz Semenova, y Dimitri Donskoi,  que fue representada en 1807, convirtiéndose en un resonante triunfo teatral debido al paralelismo que el público estableció entre la situación histórica planteada en la obra y la coetánea de la guerra contra Napoleón. En 1809, retorna a los temas tradicionales del teatro clásico, con Polixena, que, aunque tenida en alta consideración por su autor, fue acogida con frialdad.
Fue autor además de poesías líricas y de una traducción de las Cartas de Eloísa a Abelardo de Colardeau. Falleció tras larga enfermedad y debilitado de sus facultades mentales. Sus Obras completas se publicaron en San Petersburgo, en 1818, por el príncipe Vyasenyki, con una biografía de Ozerov.